# Retinologie
Retinologie ist die Wissenschaft der Erkrankungen der Netzhaut (lat. Retina). 
Die Retinologie ist ein Fachgebiet der Augenheilkunde (Ophthalmologie) und charakterisiert sich durch die Konzentration auf den hinteren Augenabschnitt. Fachärzte für Augenheilkunde (Augenarzt) können sich durch entsprechende Fort- und Weiterbildungen als Retinologe auf den hinteren Augenabschnitt spezialisieren. Die Behandlungsmöglichkeiten von Netzhauterkrankungen haben sich stark weiterentwickelt. Ein Beispiel für eine Behandlungsform von Retinaerkrankungen ist das Einspritzen von Arzneimitteln in das Augeninnere. Diese Injektion wird auch als intravitreale operative Medikamenteneingabe (IVOM) bezeichnet.

## Retinologische Gesellschaft
Retinologen sind in einer Fachgesellschaft organisiert, der Retinologischen Gesellschaft (RG). Diese Gesellschaft fördert wissenschaftliche und praktische Tätigkeit in Zusammenhang mit der Erforschung, Erkennung und Behandlung von Erkrankungen des hinteren Augenabschnitts einschließlich von Netzhaut, Aderhaut und Glaskörper durch Austausch wissenschaftlicher Erkenntnisse, praktischer Erfahrungen, Pflege der Fortbildung und durch Anregung wissenschaftlicher Arbeiten.
In Gedenken an Ernst Custodis ehrt die Retinologische Gesellschaft seit 1992 herausragende Retinologen durch die Custodis Lecture.